# 點線面公設
在几何学中，點線面公設是一些假设（公理）的集合，可用于欧几里得几何的二维（平面几何）、三维（立体几何）或更高维。

## 假設
點線面公設使用以下的假设： 
- 唯一線假設。正好有一条线通过两个不同的点。
- 数线假设。每条线都是可以與实数一一对应的点的集合。任何点都可以对应于 0（零），任何其他点都可以对应于 1（一）。
- 维度假设。給定平面上的一条线，平面中至少存在一个不在这条线上的点。給定空间上的一个平面，空间中至少存在一个不在该平面内的点。
- 平面假设。如果两个点在一个平面上，那么包含它们的直线就在这个平面上。
- 唯一平面假设。通过三个不共线的点，正好有一个平面。
- 相交平面假设。如果两个不同的平面有一个公共点，那么它们的交点就是一条线。

上述的假设中的前三个假设，用于芝加哥大学学校数学项目(UCSMP) 中学几何课程中欧几里得平面的公理代公式。 

## 历史
欧几里得几何的公設基础可以追溯到《几何原本》（大约公元前 300 年）。这五个初始公設（被称为古希腊人公设）都不足以建立歐氏幾何。许多数学家都已经提出了一套完整的公設，这些公理确实可以建立歐氏幾何。其中最著名的一个是由希尔伯特创建的一个与歐氏幾何格相同的系统。不幸的是，希尔伯特系统需要 21 个公理。其他系统使用较少（但不同）的公設。从拥有最少公設的角度来看，这些中最吸引人的是GD Birkhoff (1932)，它只有四个公理。 这四个是：唯一线假设（被 Birkhoff 称为点线假设）、数轴假设、量角器假设（允许测量角度）和等价于普莱费尔公理的公設（或平行线假设）。出于教学原因，過於簡短的公設列表是不可取的，并且从1960年代的新數學课程开始，高中程度的教科书中使用到的公理数量增加到了甚至超过希尔伯特系统的水平。